# Егоров, Александр Николаевич (советский политик)
Алекса́ндр Никола́евич Его́ров (1904, Москва — 17 апреля 1988, Москва) — советский партийный и государственный деятель, первый секретарь ЦК ВКП(б) Карело-Финской ССР (1950—1955).

## Биография
По национальности русский. В 1920—1921 годах был призван рядовым в Красную Армию. С 1921 года, после вступления в РКП(б), находился на партийной и комсомольской работе, сначала в Москве (Рогожско-Симоновский районный комитет РКП(б)), затем в Бронницком уездном комитете РКСМ Московской губернии.
С 1923 по 1926 год учился на рабфаке в Москве, в 1931 году окончил Институт красной профессуры.
В 1932 году был направлен на работу в Сталинградскую область заведующим отделом парткома Сталинградского тракторного завода. В этом же году переведён в Саратовскую область, где до 1936 года работает сначала на должности заведующего отделом культуры и пропаганды ленинизма Саратовского городского комитета ВКП(б), а затем на должности заведующего отделом школ Саратовского краевого комитета ВКП(б).
В 1936 году получает назначение в Ярославскую область на должность заведующего отделом пропаганды, агитации и печати Ярославского областного комитета ВКП(б), а с 1937 года становится первым секретарём Рыбинского горкома ВКП(б), где знакомится с Ю. В. Андроповым, который работал в эти годы в Рыбинске на комсомольской работе. В 1938 году был освобождён от этой должности, однако в 1939 году при поддержке Н. С. Патоличева он возвращается к партийной работе в должности заведующего отделом народного образования исполнительного комитета Ярославского областного Совета депутатов трудящихся..
В 1941 году был утверждён заместителем председателя исполнительного комитета Ярославского областного Совета депутатов трудящихся, и в этом же году назначен секретарём Ярославского областного комитета ВКП(б). С июля 1942 года — второй секретарь Ярославского областного комитета ВКП(б).
В 1943—1944 годах — второй секретарь Воронежского областного комитета ВКП(б). В 1944 году переведён в Башкирию первым секретарём Черниковского городского комитета ВКП(б). С 4 октября 1946 года — первый секретарь Брянского областного комитета ВКП(б).
С 26 сентября 1950 года по 15 августа 1955 года — первый секретарь ЦК Компартии Карело-Финской ССР.
Член ЦК КПСС (1952—1956), избирался депутатом Верховного Совета СССР 2-4-го созывов.
После смерти И. В. Сталина большинство «сталинских» назначенцев было снято со своих постов. В августе 1955 года он был смещён с должности первого секретаря ЦК КП КФССР, а в феврале 1956 года не вошёл в новый состав ЦК КПСС, избранный на XX съезде КПСС.
В 1955—1961 годах работал заместителем председателя Исполнительного комитета Омского областного Совета.
Трагедия, случившаяся 25 апреля 1959 года, когда в Брянске обрушился кинотеатр «Октябрь».
"Следственными органами была установлена причина происшедшего — грубое нарушение строительных норм и правил, — рассказал краевед Александр Тучков. — Сегодня хочу обратить внимание на обстоятельства, ставшие побудительным фактором к пренебрежению законом и моралью. Основной виновник происшедшего — первый секретарь Брянского обкома партии Александр Николаевич Егоров. Он использовал ударное строительство кинотеатра как ступень в строительстве личной карьеры. И это ему удалось — кинотеатр, строившийся по его инициативе и под его же непосредственным руководством, открыли 4 декабря 1949 года ко дню сталинской Конституции, а уже 27 сентября 1950 года Егорова избрали первым секретарём ЦК КП(б) Карело-Финской ССР. Карьеристские цели одного человека, к тому же облечённого большой властью, привели к непредсказуемым последствиям. Заменяя нехватку средств и строительных материалов волюнтаристскими решениями, уменьшающими несущую способность конструкций, Егоров не думал о последствиях этих решений. Впрочем, последствия пытался предсказать архитектор проекта кинотеатра Г. Н. Зеленин. Выдав архитектору справку о снятии с него ответственности за строительство (что уже из ряда невозможного), А. Н. Егоров подчеркнул свою безответственность и вседозволенность.
Здание кинотеатра построили за 9 месяцев. Но цена этой скорости известна — погибло 46 человек, ранено 123 человека, 155 человек получили лёгкие ранения.
С 1961 года — персональный пенсионер союзного значения.
Похоронен на Кунцевском кладбище.

## Награды и звания
Кавалер орденов Отечественной войны I степени, Трудового Красного Знамени Знак Почёта.